# Miguel Ángel Yunes Linares
Miguel Ángel Yunes Linares (Soledad de Doblado, 5 dicembre 1952) è un avvocato e politico messicano, ex governatore di Veracruz e membro del Partito Azione Nazionale.
Ha conseguito una laurea in giurisprudenza presso l'Università Veracruzana. Gran parte della sua carriera politica si è sviluppata quale membro del Partito Rivoluzionario Istituzionale (PRI), partito politico a cui ha aderito nel 1969 e al quale appartengono diversi membri della sua famiglia. Tuttavia, le posizioni pubbliche più rilevanti nella sua carriera politica le ha ricoperte nel Partito Azione Nazionale (PAN), di cui è stato sostenitore dal 2004 e a cui ha aderito ufficialmente il 15 giugno 2008. Dal 1º dicembre 2006 al 22 febbraio 2010 è stato direttore generale dell'Istituto di Sicurezza e Servizi Sociali dei Lavoratori Statali (ISSSTE) e nel periodo 2016-2018 è stato governatore di Veracruz.
Tra le posizioni pubbliche che ha ricoperto è stato il coordinatore dei consiglieri del segretario degli interni nel 2000, il direttore generale della prevenzione e della riabilitazione sociale e il consigliere del sottosegretariato alla pubblica sicurezza dal 1999 al 2000, tutto il ministero degli interni. Nel governo dello stato di Veracruz, Ignacio de la Llave è stato segretario generale del governo nell'amministrazione di Patricio Chirinos Calero dal 1992 al 1997. Durante la sua permanenza a capo di istanze di pubblica sicurezza, la Commissione Nazionale per i Diritti Umani (CNDH) ha emesso almeno 17 raccomandazioni riguardanti violazioni dei diritti umani, nonché episodi di repressione e violenza.